# Día libre
Día libre es una obra de teatro escrita por el dramaturgo uruguayo Dino Armas, publicada en 1999.

## Argumento
La obra trata sobre el día libre de dos empleadas domésticas que se encuentran en Montevideo, luego de haber dejado su pueblo natal en el interior del país. Cada una de ellas trabaja en una casa de familia, pero en condiciones distintas. Marta es empleada con cama, mientras que Susi ha logrado cierta independencia y tiene su propio lugar, luego de años de trabajo en la capital. En este día de encuentro, ambas mujeres mostrarán sus expectativas a futuro, sin embargo, cada una de ellas refleja una postura muy distinta frente a la realidad que les ha tocado vivir.
Temas como la discriminción, la soledad, la pobreza y el amor a la familia, son presentados por un autor que ha dado la voz a las mujeres uruguayas en sus obras.
Los personajes en las obras de Dino Armas no poseen títulos universitarios, con suerte tienen algún oficio. Se ven refeljadas en ellas todas las clases sociales, pero en mayor medida la baja, y los integrantes de esta última o se acomodan a los deseos de sus señores o los desafían claramente.